# La Complainte de Kesoubah
La Complainte de Kesoubah est une chanson française de Jean Tranchant, enregistrée par Marianne Oswald en 1933.
L'auteur-compositeur Jean Tranchant a écrit plusieurs chansons pour les interprètes de l'époque. La chanteuse Marianne Oswald a aussi enregistré de lui Sans repentir et Appel.
Il s'agit d'une chanson noire, appartenant au courant de la chanson réaliste des années 1930. « Tranchant pouvait écrire des chansons « vaches », très noires, sarcastiques en diable […]. La Complainte de Kesoubah […] demeure sans aucun doute l'une des œuvres les plus noires, les plus atroces de l'histoire de la chanson française. »
La presse de l'époque remarque surtout l'emploi de la langue orale et même grossière : « Dans La Complainte de Kesoubah, de J. Tranchant, elle adresse aux bons ménages un mot historique, aujourd'hui d'usage courant, mais particulièrement expressif dans sa bouche. »

## Reprises
La chanson est reprise par le groupe Casse-Pipe dans l'album Chansons noires (1993).
Elle est interprétée séparément par Louis Ville et Marie Ruggeri dans le documentaire Marianne Oswald, une flamme, un cri (2014).